# М. О. Джозеф
Маннилас Узеф Джозеф или М. О. Джозеф (малаял. എം.ഒ. ജോസഫ്; 15 января 1929 — 8 января 2016, Ченнаи) — индийский кинопродюсер, выпускавший фильмы на языке малаялам в 1960—70-х годах. Его фильм Adimakal получил Национальную кинопремию как лучший фильм на малаялам в 1970 году.

## Биография
Родился в Триссуре 15 января 1929 года и был старшим сыном в семье Джозефа Манджилы и Марии Джозеф. Получив степени бакалавра искусств и бакалавра коммерции, он вошел в киноиндустрию в качестве сотрудника киностудии Associated Pictures, принадлежащей продюсеру Т. Э. Васудевану, который был другом его отца.
Джозеф отвечал за офисную работу в Мадрасе, когда началось производство первого фильма студии, Amma (1952). Позже он стал главным исполнительным директором таких фильмов, как Asadeepam (1953), Snehaseema (1954), Nair Pathi Pulival (1958) и Gnanasundari (1961).
В 1967 году он присоединился производственной компании Navajeevan Films вместе с П. Бальтазаром и Н. В. Джозефом. Их первым совместным производством стал фильм Naadan Pennu (1967), за которым последовал Thokkukal Kadha Parayunnu (1968).
В тот же год, основав собственную кинокомпанию Manjilas productions,
Джозеф дебютировал в качестве независимого продюсера с психологическим триллером Yakshi, основанном на одноимённом романе Малаяттура Рамакришнана. 
Большая часть из 37 кинолент, выпущенных Джозефом, включая первые три были сняты режиссёром К. С. Сетхумандхаваном,
среди них Kadalpalam, Adimakal (1969), Vazhve Mayam, Aranazhika Neram (1970), Anubhavangal Palichakal (1971), Chukku (1973) и Chattakkari (1974).
Adimakal (1969) принёс им Национальную кинопремию за лучший фильм на малаялам,
а Chattakkari и Missi — последний поставлен Топпилом Бхаси в 1976 году — были отмечены Kerala State Film Award как вторые лучшие фильмы года.
Chattakkari впоследствии был переснят на хинди и телугу (1975), тамильском (1984), каннада (2006) и на исходном языке (2012).
В фильмах Джозефа снимались кумиры зрителей того времени: Сатьян, Прем Назир, Шридхаран Наир, Мадху и Адур Бхаси. В его фильме Anubhavangal Paalichakal дебютировал, сыграв эпизодическую роль, будущая звезда Молливуда Маммутти.
Последний фильм М. О. Джозеф выпустил в 1985 году.